# مجلة الشهاب
مجلة الشهاب هي جريدة أسبوعيّة صدرت بالغة العربية، أنشأها العلاّمة عبد الحميد بن باديس سنة 1343هـ ـ 1924م، مبدأها الإصلاح الدّيني والدّنيوي، وتبحث في كلّ ما يُرقي المسلم الجزائري، وبعد أن بلغت من الأعداد 178 في أربع سنوات أي حتّى عام 1347هـ ـ 1928م حُوّلت إلى مجلّة شهريّة، واستمرّت كذلك حتى عام 1358هـ ـ 1939م، فقد تقرّر توقيفها لأجل الحرب العالمية الثانية، وبعدها بقُرابة السّنة أوقّفت نهائيّا لأجل وفاة منشئها بن باديس.
أما عن طبعها فكنت تطبعها المطبعة الإسلامية الجزائرية في ذلك الوقت التي هي أيضا من إنشاء عبد الحميد بن باديس.

## أسلوبها الإصلاحي
اعتمدت المجلة الأساليب الإصلاحية من خلال تصحيح عقائد الناس وأعمالهم، والاهتمام بالتعليم. كما اهتمت بقضايا الأمة الإسلامية."

## توقف المجلة
توقفت المجلة غداة اندلاع الحرب الحرب العالمية الثانية في شهر سبتمبر من عام 1939 م، على يد السلطات الفرنسية، وتوفّي بن باديس عام 1940م